# Carlos Prats
General Carlos Prats González, född 24 februari 1915 i Talcahuano, BioBío, död (mördad) 30 september 1974 i Buenos Aires, Argentina, var en chilensk arméofficer och politiker. 
Prats var försvarsminister, inrikesminister och vicepresident i Chile under Salvador Allendes regering. Han var också general Augusto Pinochets företrädare som överbefälhavare för Chiles armé. Efter Pinochets militärkupp den 11 september 1973 flydde Prats till Argentina. Året därpå mördades han och hans hustru Sofía Cuthbert i Buenos Aires av en bilbomb placerad av den chilenska underrättelsetjänsten Dirección de Inteligencia Nacional (DINA).  
DINA-agenten Enrique Arancibia, som deltog i utförandet av attentatet, dömdes 2000 till livstids fängelse av en argentinsk domstol för mordet på Prats. Även DINA-chefen Manuel Contreras dömdes av en chilensk domstol till två livstidsdomar 2008 för mordet på Prats och hans hustru.